# Carta Deontológica do Serviço Público de Portugal
A Carta Deontológica do Serviço Público de Portugal é um documento do ordenamento jurídico da república Portuguesa que versa sobre as diretrizes e modelos da deontologia que pauta as condutas éticas, adminsitrativas e morais dos servidores públicos de Portugal.

## História
A feitura atual da Carta Deontológica vem do Decreto-Lei nº 184/89 de 02-06-1989, cujo capítulo II, rege sobre os Princípios gerais do emprego, onde a literatura do artigo 4.º - Deontologia do serviço público, diz: "No exercício das suas funções, os funcionários e agentes do Estado estão exclusivamente ao serviço do interesse público, subordinados à Constituição e à lei, devendo ter uma conduta responsável e ética e actuar com justiça, imparcialidade e proporcionalidade, no respeito pelos direitos e interesses legalmente protegidos dos cidadãos". E a regulamentação do diploma legal veio com a Resolução do Conselho de Ministros n.° 18/93, publicada na edição do dia 17 de março de 1993 do  Diário da República.

## Conclamações do documento
O documento manifesta que cada servidor se cientifique e se cumpra por um leque de deveres, entre os quais, qualidade na prestação do serviço público,  isenção e imparcialidade, competência e proporcionalidade, cortesia e informação, probidade,  interesse público, dedicação, uutoformação, aperfeiçoamento e actualização, reserva e discrição, parcimónia, ponderação exclusiva do serviço público, solidariedade e cooperação.